# Донтријен
Донтријен (фр. Dontrien) насеље је и општина у североисточној Француској у региону Шампањ-Арден, у департману Марна која припада префектури Ремс.
По подацима из 2011. године у општини је живело 201 становника, а густина насељености је износила 15,88 становника/km². Општина се простире на површини од 12,66 km². Налази се на средњој надморској висини од 107 метара.

## Демографија
| 1962. | 1968. | 1975. | 1982. | 1990. | 1999. | 2011. |
| ----- | ----- | ----- | ----- | ----- | ----- | ----- |
| 247   | 248   | 217   | 225   | 179   | 194   | 201   |

График промене броја становника у току последњих година